# Synagoga Beit Israel w Krakowie
Synagoga Beit Israel w Krakowie (z hebr. Dom Izraela) – synagoga znajdująca się na Kazimierzu w Krakowie, przy ulicy Miodowej 15.
Synagoga została założona pod koniec XIX lub na początku XX wieku. Podczas II wojny światowej hitlerowcy zdewastowali synagogę. Obecnie w sali, w której znajdowała się synagoga, mieści się pomieszczenie Hotelu Centrum Artystyczno-Konferencyjnego.
Do dziś nic nie zachowało się z pierwotnego wyposażenia synagogi, co mogłoby wskazywać na jej pierwotny charakter.